# Домінік Марчук
Домінік Марчук (пол. Dominik Marczuk, нар. 1 листопада 2003, Межиріччя, Польща) — польський футболіст, півзахисник клубу «Ягеллонія» та молодіжної збірної Польщі.

## Ігрова кар'єра

### Клубна
Домінік Марчук є вихованцем футбольної академії клубу «Гурник» (Ленчна), куди він потрапив у 2017 році. Свою дорослу кар'єру футболіст почав у клубі Третьої ліги «Підляшшя», де він провів два роки.
У 2020 році футболіст приєднався до клубу Другої ліги «Сталь» з міста Жешув, де у сезоні 2021/22 виграв з командою турні Другої ліги та підвищився до Першої ліги. Вілтку 2023 року Марчук підписав контракт на три роки з клубом Екстракласи «Ягеллонія». У першому турі нового сезону проти діючого чемпіона «Ракува» Домінік дебютував у вищому дивізіоні польського чемпіонату.

### Збірна
З 2021 року Домінік Марчук виступав за юнацькі збірні Польщі.
12 жовтня 2023 року футболіст дебютував у складі молодіжної збірної Польщі у матчі проти словацьких однолітків.